# Доншері
Доншері́ (фр. Donchery) — муніципалітет у Франції, у регіоні Гранд-Ест, департамент Арденни. Населення — 1989 осіб (01.01.2021).
Муніципалітет розташований на відстані близько 210 км на північний схід від Парижа, 95 км на північний схід від Шалон-ан-Шампань, 15 км на південний схід від Шарлевіль-Мезьєра.

## Історія
До 2015 року муніципалітет перебував у складі регіону Шампань-Арденни. Від 1 січня 2016 року належить до нового об'єднаного регіону Гранд-Ест.

## Демографія
Динаміка населення (INSEE ):
Розподіл населення за віком та статтю (2006):
| Стать | Всього | До 15 років | 15-24 | 25-44 | 45-64 | 65-85 | Понад 85 |
| --- | ------ | ----------- | ----- | ----- | ----- | ----- | -------- |
| Чоловіки | 1152   | 248         | 188   | 316   | 272   | 124   | 4        |
| Жінки | 1269   | 212         | 160   | 356   | 308   | 173   | 60       |
| \| Статево-вікова піраміда \| Статево-вікова піраміда \| Статево-вікова піраміда \| \| ----------------------- \| ----------------------- \| ----------------------- \| \| Чоловіки \| Вік \| Жінки \| \| 4 \| 85 + \| 60 \| \| 16 \| 80-84 \| 44 \| \| 20 \| 75-79 \| 28 \| \| 36 \| 70-74 \| 57 \| \| 52 \| 65-69 \| 44 \| \| 48 \| 60-64 \| 64 \| \| 72 \| 55-59 \| 100 \| \| 48 \| 50-54 \| 60 \| \| 104 \| 45-49 \| 84 \| \| 88 \| 40-44 \| 92 \| \| 96 \| 35-39 \| 108 \| \| 68 \| 30-34 \| 72 \| \| 64 \| 25-29 \| 84 \| \| 72 \| 20-24 \| 60 \| \| 116 \| 15-20 \| 100 \| \| 80 \| 10-14 \| 80 \| \| 92 \| 5-9 \| 60 \| \| 76 \| 0-4 \| 72 \| |        |             |       |       |       |       |          |
| Статево-вікова піраміда |        |             |       |       |       |       |          |
| Чоловіки | Вік    | Жінки       |       |       |       |       |          |
| 4 | 85 +   | 60          |       |       |       |       |          |
| 16 | 80-84  | 44          |       |       |       |       |          |
| 20 | 75-79  | 28          |       |       |       |       |          |
| 36 | 70-74  | 57          |       |       |       |       |          |
| 52 | 65-69  | 44          |       |       |       |       |          |
| 48 | 60-64  | 64          |       |       |       |       |          |
| 72 | 55-59  | 100         |       |       |       |       |          |
| 48 | 50-54  | 60          |       |       |       |       |          |
| 104 | 45-49  | 84          |       |       |       |       |          |
| 88 | 40-44  | 92          |       |       |       |       |          |
| 96 | 35-39  | 108         |       |       |       |       |          |
| 68 | 30-34  | 72          |       |       |       |       |          |
| 64 | 25-29  | 84          |       |       |       |       |          |
| 72 | 20-24  | 60          |       |       |       |       |          |
| 116 | 15-20  | 100         |       |       |       |       |          |
| 80 | 10-14  | 80          |       |       |       |       |          |
| 92 | 5-9    | 60          |       |       |       |       |          |
| 76 | 0-4    | 72          |       |       |       |       |          |

## Економіка
2010 року серед 1517 осіб працездатного віку (15—64 років) 1056 були активними, 461 — неактивною (показник активності 69,6%, у 1999 році було 68,9%). З 1056 активних мешканців працювали 922 особи (508 чоловіків та 414 жінок), безробітними було 134 (64 чоловіки та 70 жінок). Серед 461 неактивної 149 осіб було учнями чи студентами, 137 — пенсіонерами, 175 були неактивними з інших причин.

У 2010 році у муніципалітеті числилось 954 оподатковані домогосподарства, у яких проживали 2344,0 особи, медіана доходів виносила 16 376 євро на одного особоспоживача.

## Уродженці
- Жоель Мюллер (*1952) — французький футболіст, захисник, згодом — футбольний тренер.